# Trigonostemon longipes
Trigonostemon longipes är en törelväxtart som först beskrevs av Elmer Drew Merrill, och fick sitt nu gällande namn av Elmer Drew Merrill. Trigonostemon longipes ingår i släktet Trigonostemon och familjen törelväxter.
Artens utbredningsområde är Filippinerna. Inga underarter finns listade i Catalogue of Life.